# Friedrich Stracke
Friedrich Stracke MAfr  (* 24. Februar 1889 in Würdinghausen in Westfalen; † 12. November 1967 in Burundi) war ein römisch-katholischer Priester und Afrika-Missionar.

## Leben

### Familie/Schulzeit
Stracke entstammte einer armen Schneiderfamilie, war nach eigenen Angaben ein "Hütejunge" und verlor mit vier Jahren Mutter Regina Stracke geb. Neuhaus bzw. im Alter von dreizehn Jahren Vater Caspar Stracke. Seine Schullaufbahn begann er im Missionshaus der Weißen Väter zu Haigerloch, wo er mit den ersten Schülern am 1. November 1903 in das neugegründete Progymnasium eintrat. Im Schüler-Register ist er als Nr. 10 geführt. 1906 wechselte er auf die weiterführende Schule der Weißen Väter nach Rietberg über.
Seine ältere Schwester Maria Elisabeth Stracke gründete als Schwester Regina 1933 in Burundi die Kongregation der Bene-Terezya-Schwestern.

### Theologiestudium/Algerien
Sein Noviziat absolvierte er im Maison Carrée in Algier, wo ihn 1914 der Erste Weltkrieg einholte. Als Deutscher wurde er sofort von den Franzosen mit den andern deutschen Novizen und Scholastikern interniert: erst in der Festung L´Empereur und dann in der Festung Berrouaghia in Algerien. 1916 transferierte man ihn in die Pyrenäen ins Gefängnis Garaison, wo er bis nach Kriegsende verblieb. Während der harten Jahre der Gefangenschaft hatte er privat sein Theologie-Studium fortgesetzt. Nach seiner Freilassung 1919 ging er erneut nach Haigerloch, diesmal als ein Probejahr, um festzustellen, ob er noch Weißer Vater werden wollte. Am 5. September 1920 wurde er in Rottenburg am Neckar zum Priester geweiht.

### Lehrtätigkeit
Danach arbeitete er in der Missionsschule in Haigerloch als Lehrer für Latein und Französisch. 1923 wurde er in die Missionsschule nach Rietberg versetzt und übernahm bald die Leitung des Hauses als Superior (Direktor). Gelegentlich zog er – wie er selbst schreibt – "auch als Wanderprediger mit einem Dutzend Wumba-Negerlein (...) durch die deutschen Gaue", wo er für die Missionen sammelte und für den Missionarsnachwuchs sorgte, bevor er in "das Land der Riesen und Zwerge" (S. 172) geschickt wurde.

### Missionar in Burundi
1936 durfte er nach Burundi in die Mission ausreisen. Während des Zweiten Weltkriegs wurde er wieder interniert. Er stand im Pfarrhaus in der Hauptstadt von Burundi unter Hausarrest und musste sich immer wieder bei den belgischen Kolonialbehörden melden. Trotzdem durfte er in der Stadt seelsorgerisch tätig sein, konnte aber nicht frei im Land herum reisen.
Die Nilquelle Kasumo: Als er nach dem Krieg wieder frei gekommen war, folgte er den Angaben des Afrikaforschers Burkhart Waldeckers, den er 1937 in Burundi getroffen hatte, und besuchte im Januar 1948 auf „einer Safari zum Berge Kikizi“ die Quelle des Nils. Über diese Reise, die Interviews mit Einheimischen zu Burkhart Waldecker und die gesamte Nilquellenforschung veröffentlichte der „ausgediente, aber glückliche Burundi-Missionar“  1952 sein Buch „Capita Nili“ ("Die Nilquellen"). Stracke stellt seine 6-Personen-Karawane für die Expedition zur Nilquelle vor: "drei Träger ziehen voraus, einer mit Küche und Mundvorrat, einer mit der Altarkiste und einer mit meiner sonstigen Habe. Es folgt der Boy mit Laterne und Regenschirm. Dann kommt der getreue, vierbeinige Missionsgehilfe Bwana Koko (ein Esel, Anm.) und hintendrein der Eselsjunge mit dem Fahrrad." (S. 185)
An der Nilquelle trinkt er aus dem Rinnsal des Kasumo und dabei kommt ihm der „verwegene Gedanke“, ob man den Ägyptern den Nil nicht verstopfen oder ableiten könnte, „dann würden sie schön zahm und artig bleiben und es wäre wohl aus mit den Rüstungen zum heiligen Krieg!“ Die (letzte Nil-)Quelle des Kasumo veranlasst ihn über die nach katholischer Lehre letzte Quelle des Lebens nachzudenken, über „Christi Lehre und Gnade“.

### Heimaturlaub und Tod
1952 kam Friedrich Stracke erkrankt auf Heimaturlaub nach Deutschland; im gleichen Jahr erschien sein Buch "Capita Nili". In diesem Buch waren auch mehrere Artikel eingearbeitet, die er zuvor im "Afrikaboten", der Zeitschrift der Weißen Väter, veröffentlicht hatte. Wieder reiste er durch Deutschland, hielt Vorträge und berichtet den Zuhörern über „das Missionsparadies“ Burundi und die Nilquellen. „Mein Urteil war gebildet, das Land der Mondberge, das Land der Nilquellen, ist das gelobte Land der Missionare! Dort haben unsere Vorgänger solide Arbeit geleistet! Dort ist für die Zukunft etwas zu hoffen! Dort will ich den Rest meiner Tage für Gottes Reich und Gottes Ehre verbringen. Dort möge man mir ein Grab schaufeln, dort an der Quelle des Nils.“. Zurückgekehrt nach Burundi verstarb er im Pfarrhaus von Kayanza am 12. November 1967.

## Nachweise
1. ↑  Krause, Jochen (1989). Menschen der Heimat. Bd. III. Artikel: Maria und Friedrich Stracke. Kirchhundem 1989. (S. 538ff)
2. ↑  Persönliche Information durch Pater Franz Pfaff, Superior Missionshaus Haigerloch, 25. November 2014
3. ↑  Stracke, Friedrich (1952). Capita Nili. Roman einer uralten Frage. Balve: Gebrüder Zimmermann.
4. ↑  Stracke, Friedrich (1952). Capita Nili. Roman einer uralten Frage. Balve: Gebrüder Zimmermann. (S. 244)
5. ↑  Stracke, Friedrich (1952). Capita Nili. Roman einer uralten Frage. Balve: Gebrüder Zimmermann. (S. 178)
6. ↑   Korrektes Todesdatum und Sterbeort laut "Petit Echo" und "Nekrolog" (Interne Zeitschrift bzw. Gedenkbuch der Weißen Väter)

| Personendaten    | Personendaten                                      |
| ---------------- | -------------------------------------------------- |
| NAME             | Stracke, Friedrich                                 |
| KURZBESCHREIBUNG | römisch-katholischer Priester und Afrika-Missionar |
| GEBURTSDATUM     | 24. Februar 1889                                   |
| GEBURTSORT       | Würdinghausen, Westfalen                           |
| STERBEDATUM      | 12. November 1967                                  |
| STERBEORT        | Burundi                                            |